# All Saints (Devon)
All Saints – wieś w Anglii, w hrabstwie Devon, w dystrykcie East Devon.